# La Loge
La Loge ist eine französische Gemeinde mit 218 Einwohnern (Stand: 1. Januar 2022) im Département Pas-de-Calais in der Region Hauts-de-France. Sie gehört zum Arrondissement Montreuil und zum Gemeindeverband Les 7 Vallées. Die Einwohner werden Logeois und Logeoises genannt.

## Geografie
Die Gemeinde La Loge liegt im Artois, etwa 20 Kilometer ostsüdöstlich von Montreuil-sur-Mer. Nachbargemeinden von La Loge sind (im Uhrzeigersinn, von Norden beginnend) Wamin, Hesdin-la-Forêt und Cavron-Saint-Martin. Durch La Loge führt die Straße D 108, im Osten führt die Straße D 928 vorbei.

## Geschichte
- Die Grafen von Artois und die Herrscher von Burgund trafen sich in La Loge zur Jagd.
- Gegen Ende des Zweiten Weltkriegs wurde La Loge von den Alliierten bombardiert, da von der deutschen Wehrmacht dort die Endmontage für V1-Raketen durchgeführt und Startrampen betrieben wurden[1]. Die Einschlagkrater der Bombardierung sind noch heute zu sehen.

## Bevölkerungsentwicklung
| Jahr                       | 1962 | 1968 | 1975 | 1982 | 1990 | 1999 | 2006 | 2012 | 2022 |
| -------------------------- | ---- | ---- | ---- | ---- | ---- | ---- | ---- | ---- | ---- |
| Einwohner                  | 204  | 171  | 169  | 159  | 181  | 185  | 190  | 188  | 218  |
| Quellen: Cassini und INSEE |      |      |      |      |      |      |      |      |      |

## Sehenswürdigkeiten

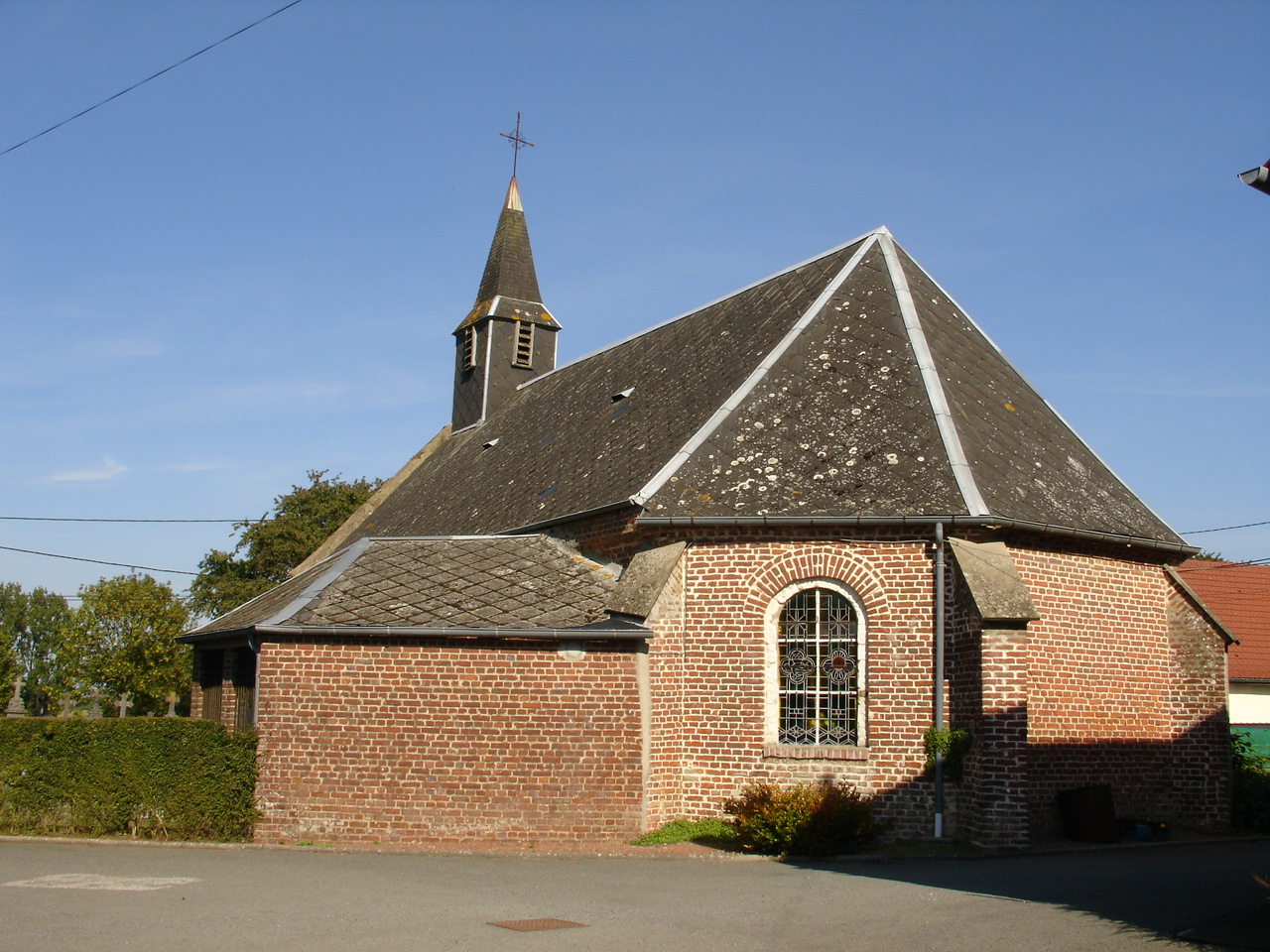
Kirche Mariä Geburt

- Kirche Mariä Geburt

## Belege
1. ↑  V1 Launching Sites in France auf v1sites.com, nicht mehr abrufbar (Memento des Originals vom 28. September 2007 im Internet Archive)  Info: Der Archivlink wurde automatisch eingesetzt und noch nicht geprüft. Bitte prüfe Original- und Archivlink gemäß Anleitung und entferne dann diesen Hinweis..